# Dungarvan
Dungarvan (Dún Garbháin en irlandais) est une station balnéaire, une ville et un port de la côte sud de la république d'Irlande. Elle est le chef-lieu et centre administratif du comté de Waterford, dans la province du Munster. Son nom signifie « le fort de Garbhan », en référence à saint Garbhan qui y a fondé une église au VIIe siècle.
Dungarvan est reliée par la route N25 (route européenne 30) à Cork, Waterford et Rosslare Europort. Dungarvan est à l'embouchure du fleuve la Colligan, qui divise la ville en deux parties reliées par une chaussée et un pont d'une seule arche. Les deux ponts et chaussées ont été construits par les ducs du Devonshire. La paroisse voisine s'appelle Abbeyside (en), où des fragments d'un couvent augustinien fondé par la famille McGrath au IVe siècle survivent, incorporés à une église catholique romaine. Un château construit par le roi Jean d'Angleterre se trouve à côté du port. Jean construisit en même temps des fortifications autour de la ville dont il ne subsiste aucune trace.

## Géographie

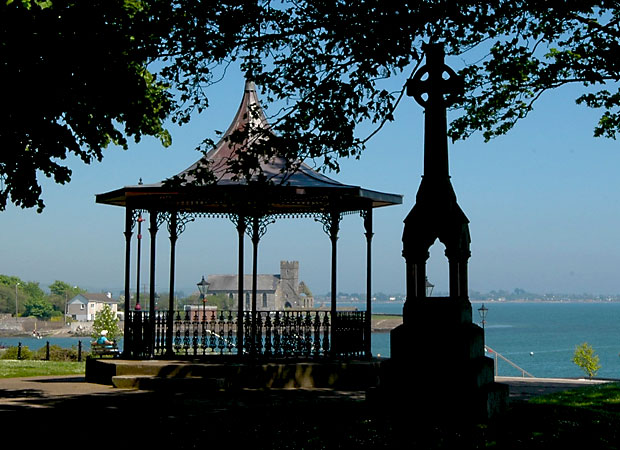
Vue de Dungarvan

Dungarvan est situé à l'embouchure du fleuve Colligan. Le port de Dungarvan en tant que tel est formé par le Quai (The Quay, qui longe la ville) et la Chaussée (The Causeway). Un pont à travée unique a été construit à la fin du XVIIIe siècle par Lord Devonshire permettant de relier Dungarvan avec Abbeyside et même Waterford via ladite Chaussée. À l'extérieur du port, à 3 km, un banc de sable, « le Cunnigar » (en irlandais Un Coinigéar), définit la limite ouest de la baie de Dungarvan large de 4 km. Le Cunnigar enferme l'estuaire du fleuve Brickey qui s'écoule vers la mer à Abbeyside sans se mêler réellement à la Colligan. Les deux estuaires sont séparés par The Point.

## Histoire
Contrairement aux villes à proximité, Waterford et Duncannon, Dungarvan se rendit sans siège lors de la conquête de l'Irlande de Cromwell (1649-1653).
Dungarvan a été incorporée au Parlement d'Irlande au XVe siècle, y étant représentée par deux membres jusqu'à l'Acte d'Union en 1801, et revint à un seul membre au Parlement de Westminster jusqu'en 1885.
En 1921, l’embuscade de Burgery, un incident durant la Guerre d'indépendance irlandaise, a eu lieu près de la ville.

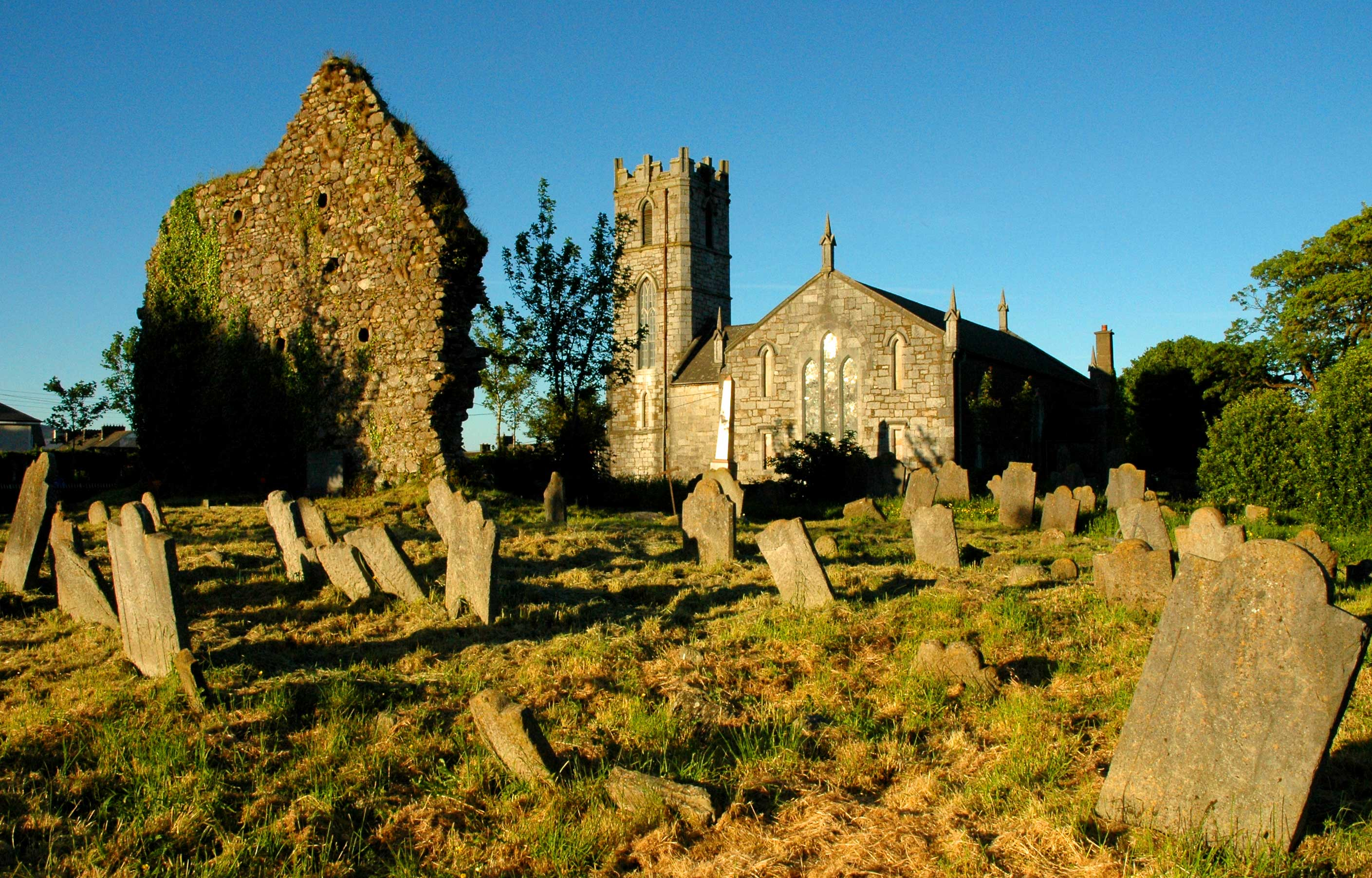
Le vieux cimetière
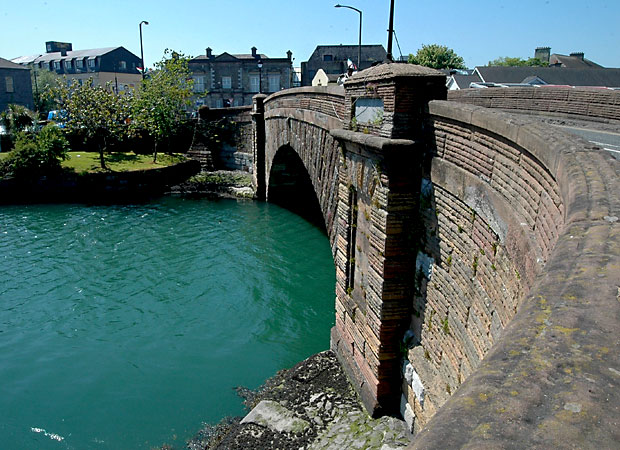
Le pont (1816)
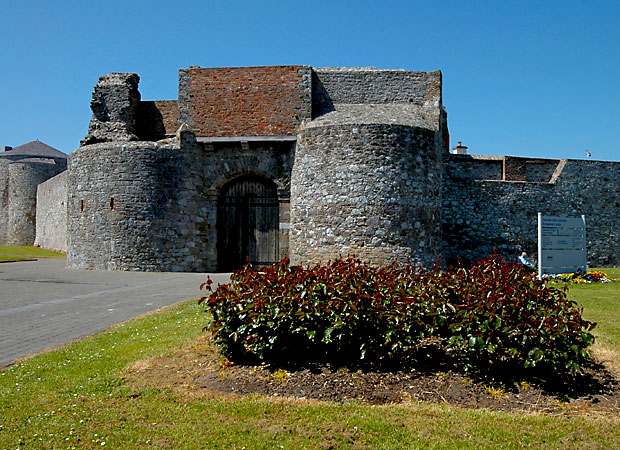
Le château
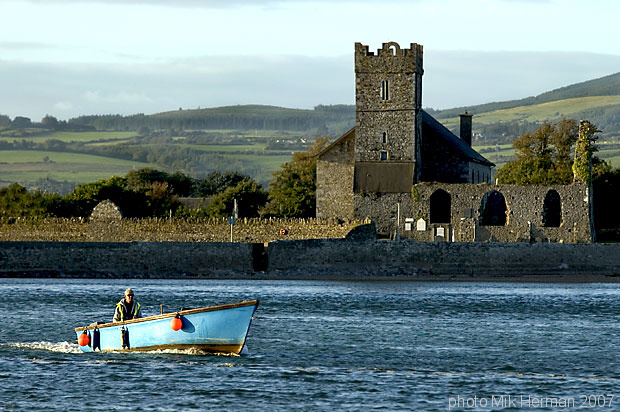
L'église
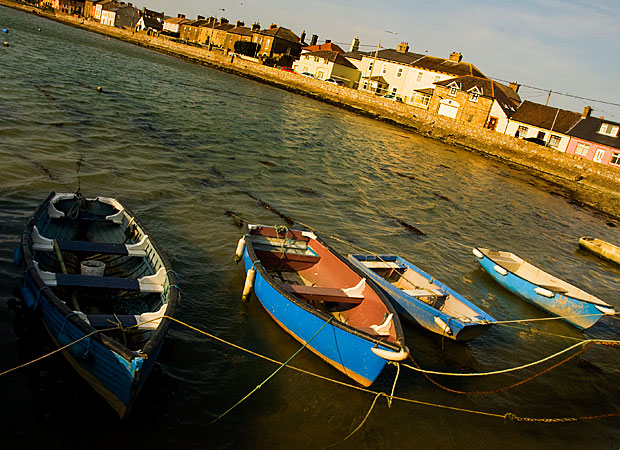
La baie

## Transport

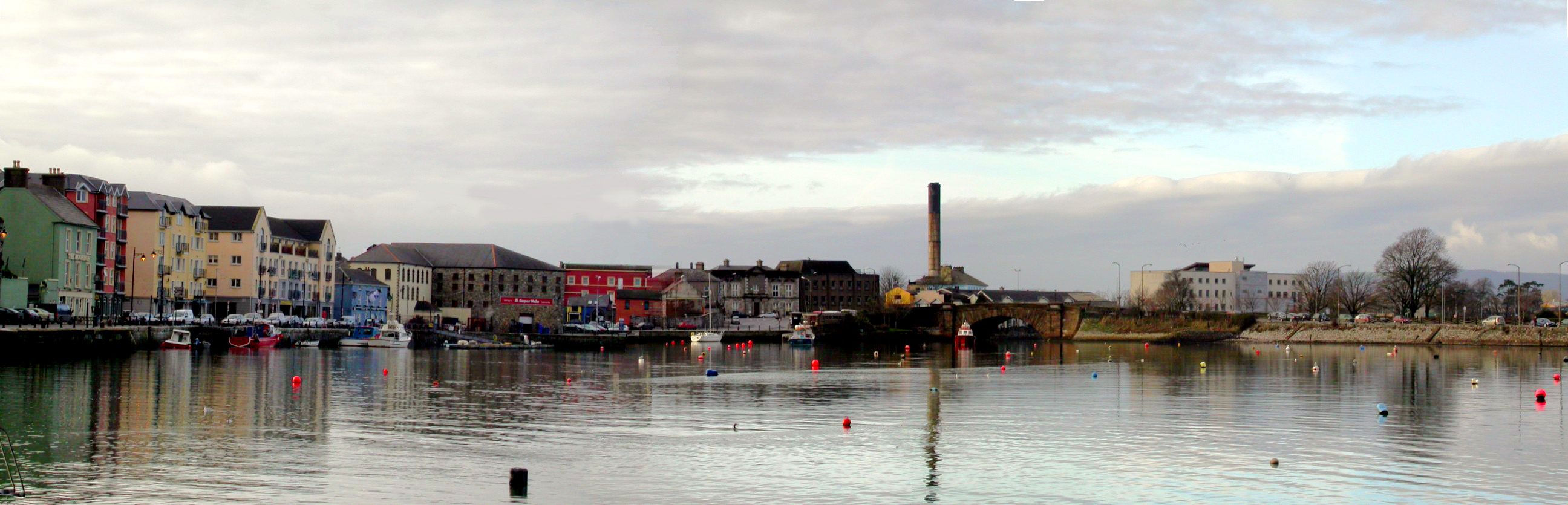
Dungarvan Harbour

Jusqu'en 1967 Dungarvan avait une gare de la Great Southern and Western Railway (Chemin de fer du Sud et de l'Ouest) sur la ligne de Mallow, dans le comté de Cork, à Waterford ; elle recevait l'Express Boat, trains quotidiens entre Cork et Rosslare Harbour (voir Histoire du transport ferroviaire en Irlande (en)). La gare de Dungarvan ouverte le 12 août 1878 et a finalement fermé le 27 mars 1967.
Dungarvan est située sur la route nationale N25 et les routes régionales R672 et R675.
La ville est séparée de l'océan par une étroite baie, s'ouvrant face à l'est. À son l’embouchure, la baie fait environ deux miles de large (3,2 km), la ville s'étendant à environ quatre miles de la mer. Un chenal de navigation sinueux balisé par des bouées rouges et vertes relie le port à l'océan. Pour la plupart des navires (sauf les petits dériveurs) ce chenal n'est pas navigable à marée basse. Même à marée haute, les yachts de croisière et des navires plus grands doivent faire attention à rester dans le chenal balisé. Le port de Dungarvan est équipé d'un cale de béton bien entretenue, appropriée pour le lancement des navires jusqu'à huit mètres de longueur. Cependant, les grands navires ne peuvent l’utiliser que pendant les trois heures avant et après chaque marée haute. Les bancs boueux qui encombrent le port sont le résultat de forts envasements. On y trouve le phare de Ballinacourty Point.
Les aéroports les plus proches sont l'aéroport de Waterford, qui est à 50 km, et l’aéroport de Cork, plus grand, qui est à 80 km.

## Industrie

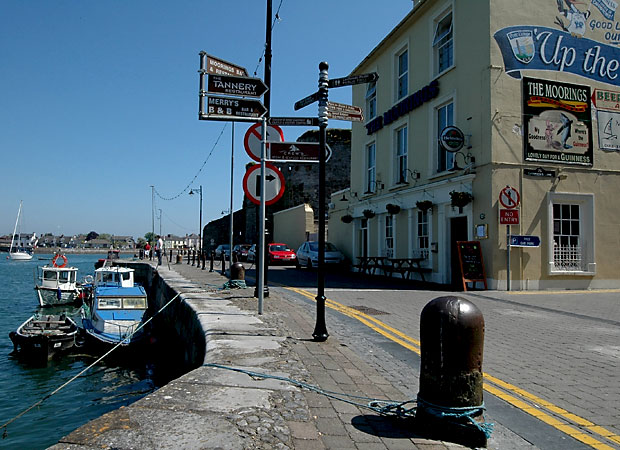
Le port de Dungarvan

L'une des rares grandes installations de fabrication des produits GlaxoSmithKline se trouve à Dungarvan, employant plus de 700 personnes. La ville est également le siège de la Radley Engineering, la société chargée de la fabrication de la Spire de Dublin. Au temps passé, Dungarvan avait une tannerie prospère, une distillerie, une usine à gaz, une flotte de pêche ; jusqu'à la fin du XXe siècle, la Dungarvan Cooperative (crèmerie) était un important débouché pour le commerce et une source d'emploi qui associait fortement la ville de Dungarvan avec son arrière-pays agricole. Aucune conclusion n’est à lire dans le fait que pendant le XXe siècle Dungarvan avait un nombre spectaculaire des débits de boissons dont beaucoup ont survécu.

## Culture

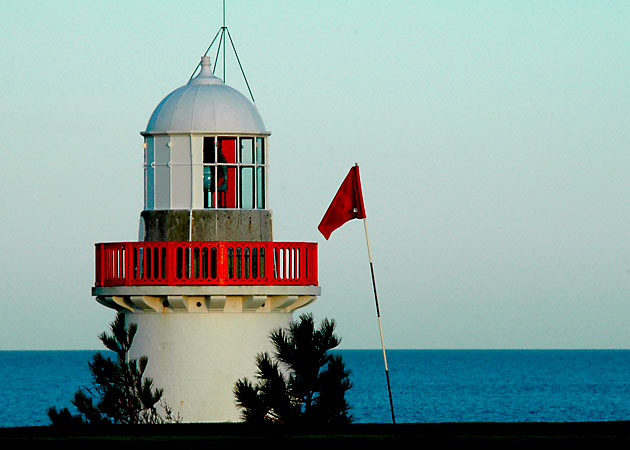
Le phare de Dungarvan

Dungarvan a accueilli le Fleadh Cheoil en 1957 et 1958.

### Littérature
Le poète lauréat britannique, Sir John Betjeman (qui a vécu en Irlande de 1941 à 1943) mentionne Dungarvan dans son poème, The Irish Unionist's Farewell to Greta Hellstrom. Chaque strophe se termine avec la ligne « Dungarvan sous la pluie » (Dungarvan in the rain).
La ville est également mentionnée dans la nouvelle La Forme de l'épee du recueil Fictions de Jorge Luis Borges : « Il était Irlandais de Dungarvan. Cela dit, il s'arrêta, comme s'il avait révélé un secret. »
La poétesse Mai O'Higgins est née rue St. Mary dans le centre-ville.
Dungarvan figure également dans le roman de William Trevor, The Story of Lucy Gault.

### Féile na nDéise

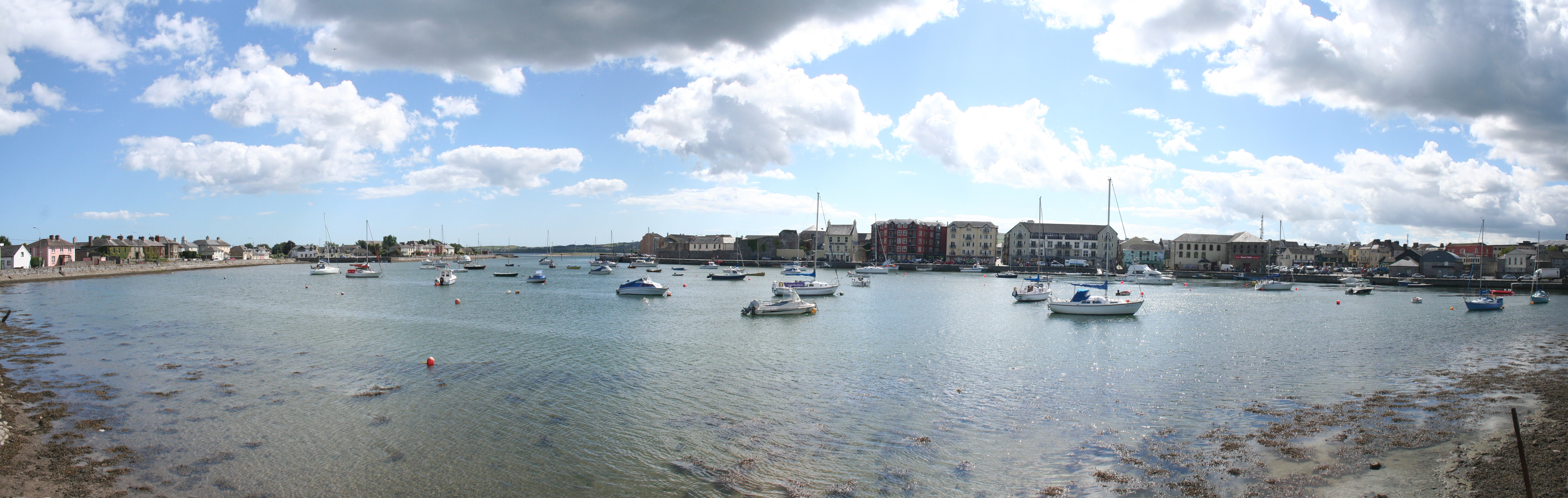
Dungarvan Harbour

Le Féile na nDéise est un événement de musique et de culture traditionnelle irlandaise organisé chaque année à Dungarvan. Depuis la création du festival en 1995, des artistes et groupes musicaux venus de toute l'Irlande et de l'Europe ont joué au Féile na nDéise.
Un certain nombre d'événements ont lieu le week-end, comprenant danse, spectacles de rue, concerts de musique et conférences.

### Jumelage
En mars 2007, la ville jumelée avec Érié (Pennsylvanie), aux États-Unis. Le Mercyhurst College, situé à Érié, accueille le Forum Global Intelligence qui a lieu chaque année à Dungarvan.

## Personnalités liées à la commune

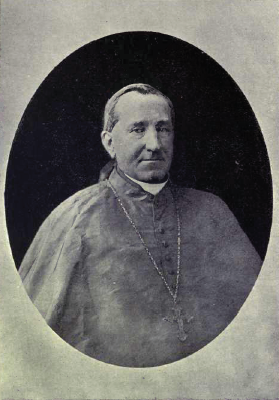
Mgr James Vincent Cleary

Le physicien et prix Nobel Ernest Walton (6 octobre 1903 - 25 juin 1995) est né à Abbeyside, près de Dungarvan ; son père était un pasteur méthodiste, le révérend John Walton (1874-1936) et sa mère Anna Sinton (1874-1906). Walton est célèbre pour ses travaux avec John Cockcroft sur la fission de l'atome. Le Walton Causeway Park à Abbeyside a été baptisé en son honneur. Walton à lui-même assisté à la cérémonie en 1989. Après sa mort, une plaque a été placée sur son lieu de naissance dans Abbeyside. Michael Mckelvie a cofondé The Ernest Walton Academy High School à Dungarvan. Mais il est décédé plus tard sur un bateau vers l'Amérique.
James Vincent Cleary est né à Dungarvan en 1828. Il a été archevêque de Kingston en Ontario au Canada.